# ダイジョウブ (小田和正の曲)
『ダイジョウブ』は、2007年4月25日に発売された小田和正の通算24作目のシングル。発売元はBMG JAPAN。

## 解説
NHK朝の連続テレビ小説『どんど晴れ』の主題歌で、前作『たしかなこと』以来約2年ぶりのシングル発売となった。なお、小田のNHKの連続テレビドラマの主題歌は「君たちを忘れない」（水曜ドラマの花束『必要のない人』主題歌（1998年）。アルバム『個人主義』に収録）以来、実に9年ぶりのことだった。
本作のコーラスには光田健一、カップリングである「哀しいくらい」のコーラスには、光田と松たか子が参加している。レコーディングは、東京と沖縄の2か所で行われた。
同時に小田が演出、出演したプロモーションビデオ（スポットCMと兼用）では、塗装工の姿で本作の冒頭（CMではサビの一部）を口ずさみながら、本作の宣伝看板を掃除するといったコミカルな演技を披露している。ちなみに、ロケは天王洲アイル周辺で行われた。
2007年8月、ニューシングル『こころ』発売によりオリコンのデイリーランキングが圏外から43位まで再浮上した。
2011年と2017年には、明治安田生命のCMソングに使われている。
2013年にはNHN Japan 株式会社（現：LINE株式会社）のCMソングにも使用された。
2019年11月1日から盛岡駅の新幹線ホームの発車メロディに使用されている。

## 収録曲
- 作詞・作曲・編曲：小田和正

1. ダイジョウブ
2. 哀しいくらい
  - 1981年に発表されたオフコース時代の楽曲のセルフカヴァー。2024年発売の『自己ベスト-3』に収録。

## レコーディング・メンバー

### ダイジョウブ
- MANSAKU KIMURA：drums
- NATHAN EAST：bass
- YOSHIYUKI SAHASHI：guitars
- K.ODA：keyboards & b.g.v
- KENICHI MITSUDA：b.g.v.
- CHIEKO KINBARA STRINGS：strings
- HIDEKI MOCHIZUKI：synthesizer programming

### 哀しいくらい
- MANSAKU KIMURA：drums
- NATHAN EAST：bass
- K.ODA：keyboards & guitars & b.g.v
- KOJI NISHIMURA:Trumpet
- KENICHI MITSUDA：b.g.v.
- TAKAKO MATSU：b.g.v.
- HIDEKI MOCHIZUKI：synthesizer programming